# Brachymenium spirale
Brachymenium spirale är en bladmossart som beskrevs av Bescherelle 1891. Brachymenium spirale ingår i släktet Brachymenium och familjen Bryaceae. Inga underarter finns listade i Catalogue of Life.